# Zagórze (Przeginia Duchowna)
Zagórze – przysiółek wsi Przeginia Duchowna  w Polsce położony w województwie małopolskim, w powiecie krakowskim, w gminie Czernichów.
W latach 1975–1998 przysiółek administracyjnie należał do województwa krakowskiego. Zagórze leży przy drodze wojewódzkiej nr 780 na terenie krainy geograficznej Brama Krakowska.